# Ataques fenianos

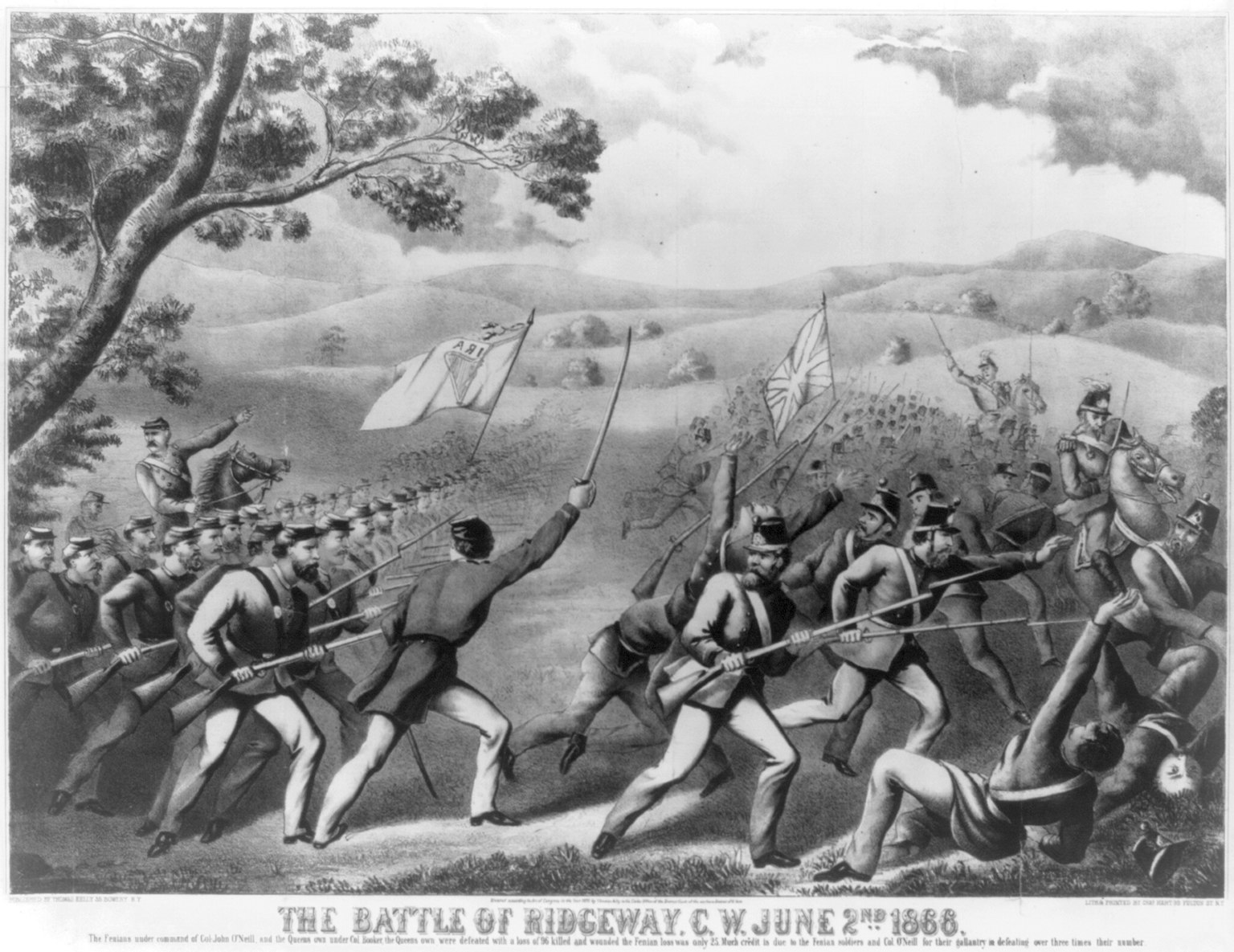
Membros da milícia canadense foram emboscados pelos fenianos na Batalha de Ridgeway em junho de 1866

Os ataques fenianos foram uma série de incursões realizadas pela Irmandade Feniana, uma organização republicana irlandesa com sede nos Estados Unidos, em fortificações militares, postos alfandegários e outros alvos no Canadá (então parte da América do Norte britânica) em 1866 e novamente de 1870 a 1871. Uma série de incursões separadas da Irmandade Feniana no Canadá foram realizadas para pressionar o governo britânico a se retirar da Irlanda, embora nenhum desses ataques tenha alcançado seus objetivos.
No Canadá, as incursões dividiram sua crescente população irlandesa-canadense, muitos dos quais estavam divididos entre a lealdade ao seu novo lar e a simpatia pelos objetivos dos fenianos. Os imigrantes irlandeses protestantes eram geralmente leais aos britânicos e lutaram com a Ordem de Orange pró-União contra os fenianos.
Enquanto as autoridades dos Estados Unidos prenderam os homens e confiscaram as armas da Irmandade Feniana, houve especulações de que alguns no governo dos EUA ignoraram os preparativos realizados pelos Fenianos devido à raiva sobre a assistência britânica à Confederação durante a Guerra Civil Americana. Os ataques fenianos foram um dos fatores que levaram à Confederação Canadense, pois as províncias se uniram para enfrentar a ameaça de invasões.